# AG2R-Citroën/2022
Deze pagina geeft een overzicht van de UCI World Tour wielerploeg AG2R-Citroën in 2022.

## Algemeen
Algemeen manager: Vincent Lavenu
Teammanager: Laurent Biondi
Ploegleiders: Alexandre Abel, Stephen Barrett, Cyril Dessel, David Giraud, Stéphane Goubert, Nicolas Guille, Didier Jannel, Julien Jurdie, Artūras Kasputis, Gilles Mas, Jean-Baptiste Quiclet
Fietsmerk: BMC

## Renners
| Naam                   | Geboortedatum | Nationaliteit    | Ploeg 2021                       |
| ---------------------- | ------------- | ---------------- | -------------------------------- |
| Clément Berthet        | 02-08-1997    | Frankrijk        |                                  |
| Geoffrey Bouchard      | 01-04-1992    | Frankrijk        |                                  |
| Lilian Calmejane       | 06-12-1992    | Frankrijk        |                                  |
| Clément Champoussin    | 29-05-1998    | Frankrijk        |                                  |
| Mikaël Cherel          | 17-03-1986    | Frankrijk        |                                  |
| Benoît Cosnefroy       | 17-10-1995    | Frankrijk        |                                  |
| Stan Dewulf            | 20-12-1997    | België           |                                  |
| Felix Gall             | 27-02-1998    | Australië        | Team DSM                         |
| Dorian Godon           | 25-05-1996    | Frankrijk        |                                  |
| Jaakko Hänninen        | 16-04-1997    | Finland          |                                  |
| Anthony Jullien        | 05-03-1998    | Frankrijk        |                                  |
| Bob Jungels            | 22-09-1992    | Luxemburg        |                                  |
| Paul Lapeira           | 25-02-2000    | Frankrijk        | -                                |
| Lawrence Naesen        | 28-08-1992    | België           |                                  |
| Oliver Naesen          | 16-09-1990    | België           |                                  |
| Ben O'Connor           | 25-11-1995    | Australië        |                                  |
| Aurélien Paret-Peintre | 27-02-1996    | Frankrijk        |                                  |
| Valentin Paret-Peintre | 14-01-2001    | Frankrijk        | -                                |
| Nans Peters            | 12-03-1994    | Frankrijk        |                                  |
| Nicolas Prodhomme      | 01-02-1997    | Frankrijk        |                                  |
| Antoine Raugel         | 14-02-1999    | Frankrijk        | Equipe continentale Groupama-FDJ |
| Valentin Retailleau*   | 18-06-2000    | Frankrijk        | AG2R Citroën U23 Team            |
| Marc Sarreau           | 10-06-1993    | Frankrijk        |                                  |
| Michael Schär          | 29-09-1986    | Zwitserland      |                                  |
| Damien Touzé           | 07-07-1996    | Frankrijk        |                                  |
| Greg Van Avermaet      | 17-05-1985    | België           |                                  |
| Gijs Van Hoecke        | 12-11-1991    | België           |                                  |
| Andrea Vendrame        | 20-07-1994    | Italië           |                                  |
| Clément Venturini      | 16-10-1993    | Frankrijk        |                                  |
| Larry Warbasse         | 28-06-1990    | Verenigde Staten |                                  |

*vanaf 1/8

### Stagiairs
Per 1 augustus 2022
| Naam             | Geboortedatum | Nationaliteit | Vorige ploeg          |
| ---------------- | ------------- | ------------- | --------------------- |
| Pierre Gautherat | 16-01-2003    | Frankrijk     |                       |
| Bastien Tronchon | 29-03-2002    | Frankrijk     | AG2R Citroën U23 Team |
| Thomas Delphis   | 1-06-1999     | Frankrijk     | AG2R Citroën U23 Team |

### Vertrokken
| Renner          | Geboortedatum | Nationaliteit | Ploeg 2022         |
| --------------- | ------------- | ------------- | ------------------ |
| François Bidard | 19-03-1992    | Frankrijk     | Cofidis            |
| Julien Duval    | 27-05-1990    | Frankrijk     | gestopt            |
| Mathias Frank   | 09-12-1986    | Zwitserland   | gestopt            |
| Tony Gallopin   | 24-05-1988    | Frankrijk     | Trek-Segafredo     |
| Ben Gastauer    | 14-11-1987    | Luxemburg     | gestopt            |
| Alexis Gougeard | 05-03-1993    | Frankrijk     | B&B Hotels p/b KTM |

## Overwinningen
| Nationale kampioenschappen wielrennen Luxemburg - tijdrit: Bob Jungels Cholet-Pays de la Loire Marc Sarreau Ronde van Catalonië 3e etappe: Ben O'Connor Ronde van de Jura Ben O'Connor Ronde van de Alpen 1e etappe: Geoffrey Bouchard Sint-Elooisprijs Stan Dewulf | Ronde van Frankrijk 9e etappe: Bob Jungels Ronde van Burgos 3e etappe: Bastien Tronchon Ronde van Poitou-Charentes 1e etappe: Marc Sarreau 2e etappe: Marc Sarreau 3e etappe: Marc Sarreau Puntenklassement: Marc Sarreau Grote Prijs van Quebec Benoît Cosnefroy |  |

2000 · 2001 · 2002 · 2003 · 2004 · 2005 · 2006 · 2007 · 2008 · 2009 · 2010 · 2011 · 2012 · 2013 · 2014 · 2015 · 2016 · 2017 · 2018 · 2019 · 2020 · 2021 · 2022 · 2023 · 2024 · 2025
AG2R-Citroën · Astana Qazaqstan · Bahrain Victorious · BORA-hansgrohe · Cofidis · EF Education-EasyPost · Groupama-FDJ · INEOS Grenadiers · Intermarché-Wanty-Gobert Matériaux · Israel-Premier Tech · Lotto Soudal · Movistar Team · Quick Step-Alpha Vinyl · Team BikeExchange Jayco · Team DSM · Team Jumbo-Visma · Trek-Segafredo · UAE Team Emirates